# Carex mertensii
Carex mertensii (лат.) — травянистое растение, вид рода Осока (Carex) семейства Осоковые (Cyperaceae).

## Ботаническое описание
Все колоски гинекандрические, в числе 5—8, с очень многочисленными цветками, на ножках, поникающие. Чешуи пестичных колосков от острых до остистых. Мешочки сильно сжатые (почти плоские), с жилками, с цельным носиком. Нижний кроющий лист превышает соцветие.
Плод на длинной ножке (корпофоре), около 1 мм длиной, в три раз короче и у́же мешочка.

## Распространение
Дальний Восток: остров Кунашир; Восточная Азия: острова Хоккайдо и Хонсю; Северная Америка: запад.
Растёт на песчаных и каменистых склонах в субальпийском поясе, особенно вблизи вулканов.

## Систематика
В пределах вида выделяются две разновидности:
- Carex mertensii var. mertensii — от Аляски до западных штатов США
- Carex mertensii var. urostachys (Franch.) Kük. — Осока хвостоколосая; остров Кунашир, Япония